# Lilla Edet
Lilla Edet er en svensk by beliggende ved Göta älv i Västra Götalands län i landskabet Västergötland. Byen er administrationsby i  Lilla Edets kommune og havde  i år 2005 4.936 indbyggere. Byen omfatter nu også bydelen Ström på den vestlige side af elvden i kommunens bohuslenske del.
Lilla Edet ligger cirka 22 kilometer syd for Trollhättan og 54 kilometer nord for Göteborg. Navnet «Edet» kommer af et oldnordisk ord som betyder «trang passage ved vandet».